# Stor fotmossa
Stor fotmossa (Bryoerythrophyllum alpigenum) är en bladmossart som beskrevs av Chen Pan-chieh 1941. Stor fotmossa ingår i släktet fotmossor, och familjen Pottiaceae. Enligt den svenska rödlistan är arten otillräckligt studerad i Sverige. Arten förekommer i Övre Norrland. Artens livsmiljö är fjäll. Inga underarter finns listade i Catalogue of Life.